# Copa EuroAmericana de 2013
A Copa EuroAmericana de 2013 foi um torneio de futebol internacional, de caráter amistoso, que foi disputado entre clubes da Europa e América do Sul. O patrocinador e organizador da competição foi a plataforma de televisão a cabo DirecTV, que transmitiu todas as partidas através de seu canal DIRECTV Sports. Outros canais de televisão aberta também pudiam transmitir os jogos que fossem disputados em seu país.
Os clubes participantes do torneio foram selecionados por meio de convite ou por seus patrocínios relacionados a DirecTV.
Ao final da competição a Europa venceu a disputa por 6 a 2 e os clubes europeus Atlético de Madrid, FC Porto e Sevilla FC foram proclamados campeões. O Club Atlético de Madrid recebeu o Trofeo James & Thomas Hogg, em representação aos outros clubes do continente.

## Forma de disputa
As equipes de cada continente se enfrentaram em oito jogos independentes onde, em caso de empate nos 90 minutos de jogo, a disputa será decidida nos pênaltis. Ao final, a organização realiza uma contagem de jogos ganhos por ambas as equipes americanas e européias, e realiza um resultado geral.

## Troféu
O vencedor do torneio continental receberá o Troféu James & Thomas Hogg. Este troféu, desenhado pela artista chileno-brasileira Carina Oliveira e esculpido pela escultora argentina Natalie Wiber, foi inspirado no logotipo da competição e no simbolismo da rivalidade da histórica entre Europa e América no futebol, que remonta ao Jogos Olímpicos de Paris de 1924.
O troféu recebe o nome dos irmãos James e Thomas Hogg, que em 1867 lideraram um grupo de sócios que resolveram convidar, através de um anúncio no jornal The Standard, para uma reunião a fim de impulsionar a prática do futebol. Este fato é considerado como a introdução do futebol no Continente Americano.
A equipe vencedora de cada partida do torneio receberá uma réplica do troféu. Na partida final da competição, a equipe que representa o continente vencedor, receberá o troféu original.

## Sedes
As seguintes cidades abrigarão partidas do torneio: Bogotá, Lima, La Plata, Guayaquil, Montevideo, Santiago, Puerto La Cruz e Medellín.
| Bogotá             | Lima                            | La Plata                        | Guaiaquil                 |
| ------------------ | ------------------------------- | ------------------------------- | ------------------------- |
| Estádio El Campín  | Estádio Nacional                | Estádio Ciudad de La Plata      | Estádio Monumental        |
| Colômbia           | Peru                            | Argentina                       | Equador                   |
| Capacidade: 36.343 | Capacidade: 50.000              | Capacidade: 53.000              | Capacidade: 59.283        |
|                    |                                 |                                 |                           |
| Montevidéu         | Santiago                        | Puerto la Cruz                  | Medellín                  |
| Estádio Centenário | Estádio San Carlos de Apoquindo | Estádio José Antonio Anzoátegui | Estádio Atanasio Girardot |
| Uruguai            | Chile                           | Venezuela                       | Colômbia                  |
| Capacidade: 65.235 | Capacidade: 12.000              | Capacidade: 40.000              | Capacidade: 45.739        |
|                    |                                 |                                 |                           |

## Jogos
| 20 de julho | Universidad Católica | 0 – 2 | Sevilla               | Estádio San Carlos de Apoquindo, Santiago, Chile |
| 17:30 UTC−4 |                      |       | Marin 60' · Jairo 83' | Público: 15 000 Árbitro: Eduardo Gamboa          |

| 21 de julho    | Deportivo Anzoátegui                   | 2 – 4 | Porto                                                 | Estadio José Antonio Anzoátegui, Puerto la Cruz, Venezuela |
| 19:00 UTC−4:30 | Edwin Aguilar 39' · Juan Fuenmayor 62' |       | Jackson Martínez 53' · Mangala 64' · Varela 65' 90+3' | Árbitro: Maiker Moreno                                     |

| 23 de julho | Atlético Nacional | 1 – 1 | Sevilla  | Atanasio Girardot Sports Complex, Medellín, Colômbia |
| 19:30 UTC−5 | Cárdenas 44'      |       | Coke 65' | Público: 20 000 Árbitro: Adrián Vélez                |

|                                            |       | Penalidades                           |  |
| Uribe Arias Nájera Valencia Guisao Murillo | 4 – 3 | Rakitić Moreno Coke Jairo Bacca Cotán |  |

| 24 de julho | Millonarios | 0 – 4     | Porto                                     | Estádio El Campín, Bogotá, Colômbia |
| 21:30 UTC−5 |             | Relatório | Danilo 29' 52' 72' · Jackson Martínez 86' | Público: 20 000 Árbitro: Juan Soto  |

| 26 de julho | Barcelona de Guayaquil | 1 – 3     | Sevilla                            | Estádio Monumental, Guaiaquil, Equador       |
| 19:30 UTC−5 | Caicedo 4' (pen.)      | Relatório | 72' Pareja · 79' Jairo · 86' Bacca | Público: 5 000 Árbitro: Víctor Hugo Carrillo |

| 27 de julho | Estudiantes | 1 – 0     | Atlético de Madrid | Estádio Ciudad de La Plata, La Plata, Argentina |
| 15:00 UTC−3 | Zapata 23'  | Relatório |                    | Público: 37 000 Árbitro: Darío Ubriaco          |

| 31 de julho | Sporting Cristal | 0 – 1     | Atlético de Madrid | Estádio Nacional, Lima, Peru        |
| 22:00 UTC−5 |                  | Relatório | 77' Mario Suárez   | Público: 30 000 Árbitro: Omar Ponce |

| 4 de agosto | Nacional | 0 – 2     | Atlético de Madrid     | Estádio Centenário, Montevidéu, Uruguai |
| 15:00 UTC−3 |          | Relatório | 52', 79' Léo Baptistão | Público: 50 000 Árbitro: Saúl Laverni   |

## Artilharia
| 3 gols (1) - Danilo (Porto) 2 gols (4) - Baptistão (Atlético de Madrid) - Jackson (Porto) - Varela (Porto) - Jairo (Sevilla) 1 gol (9) - Aguilar (Deportivo Anzoátegui) - Cárdenas (Atlético Nacional) | 1 gol (continuação) - Coke (Sevilha) - Fuenmayor (Deportivo Anzoátegui) - Mangala (Porto) - Marin (Sevilha) - Caicedo (Barcelona) - Pareja (Sevilha) - Bacca (Sevilha) - Mario Suárez (Atlético de Madrid) |